# Ролів
Ро́лів — село в Меденицькій селищній громаді Дрогобицького району Львівської області.

## Відомі люди
- Волошин Михайло (1877—1943) — сотник, командант Вишколу УСС, згодом відомий адвокат.
- У селі народився о. Йосиф Комарницький — греко-католицький священик Львівської архиєпархії, доктор богослов'я, церковний письменник, викладач і ректор Львівського університету (1896—1897).